# براسیت
براسیت  (به انگلیسی: Boracite) با فرمول شیمیایی Mg3[Cl-B7O13] از مجموعه کانی هاست و کانی مشابه آن ایندریت است. از نظر ترکیب شیمیایی بدین نام خوانده شده‌است به آسانی ذوب می‌شود - شعله را سبز می‌کند - در HCl محلول است. MgO:۲۹٫۸٪ Cl:۸٫۱٪ B2O۳:۶۲٫۱٪ با انکلوزیون‌های Fe,Ca برای اولین بار در آلمان غربی کشف شد و از نظر شکل بلور: هگزائدر - تترائدر - دودکائدر - ماکله، رنگ: بی رنگ - سفید - خاکستری - متمایل به زرد - متمایل به سبز - متمایل به آبی، شفافیت: شفاف - نیمه شفاف، شکستگی: صدفی، جلا: شیشه‌ای - چرب، رخ: ندارد، سیستم تبلور: دو شکلی - رمبوئدریک (زیر ۲۸۶ درجه و در رده‌بندی بورات است و منشأ تشکیل آن رسوبی (ژیزمان‌های نمک) است.
همایند کانی‌شناسی (پارانژ) آن ایندریت- ژیپس- کارنالیت- انیدریت است
کاربرد آن: منبع بر (Br) و تولید اسید بریک، از نظر ژیزمان بلوری - آگرگات دانه‌ای - رشته‌ای - توده‌ای تقریباًَ کمیاب است و بیشتر در آلمان، انگلستان، آمریکا و بولیوی یافت می‌شود.